# Plumularia siliculata
Plumularia siliculata är en nässeldjursart som först beskrevs av Mammen 1967.  Plumularia siliculata ingår i släktet Plumularia och familjen Plumulariidae. Inga underarter finns listade i Catalogue of Life.